# Gornja Motičina
Gornja Motičina je naselje u Hrvatskoj, regiji Slavonija u Osječko-baranjskoj županiji i pripada općini Donjoj Motičini.

## Zemljopisni položaj
Gornja Motičina se nalazi na 45° 28' 09" sjeverne zemljopisne širine i 17° 58' 28" istočne zemljopisne dužine te na 190 metara nadmorske visine i na sjevernim obroncima Krndije. Susjedna naselja: sjeveroistočno Donja Motičina, istočno Seona a sjeverozapadno Gazije i Valenovac naselja u susjednoj općini Feričanci. Pripadajući poštanski broj je 31513 Donja Motičina, telefonski pozivni 031 i registarska pločica vozila NA (Našice). Površina katastarske jedinice naselja Gornja Motičina je 16,70 km·102. U selu se nalazi kapelica Duha Svetog koja pripada župi Našice 1. Sv. Antuna Padovanskog, našičkom dekanatu Požeške biskupije. Crkveni god ili kirvaj (proštenje) slavi se na blagdan Duhova.

## Stanovništvo
| broj stanovnika | 157   | 160   | 135   | 152   | 184   | 281   | 397   | 195   | 167   | 176   | 186   | 138   | 101   | 98    | 67    | 49    | 27    |
|                 | 1857. | 1869. | 1880. | 1890. | 1900. | 1910. | 1921. | 1931. | 1948. | 1953. | 1961. | 1971. | 1981. | 1991. | 2001. | 2011. | 2021. |

Prema prvim rezultatima Popisa stanovništva 2011. u Gornjoj Motičini je živjelo 47 stanovnika u 23 kućanstva.

## Povijest
Gornja Motičina je naselje smješteno na sjevernim padinama Krndije uz rijeku Rijeka, 10 km jugozapadno od središta općine Donje Motičine. Dijelovi naselja su zaseoci: Gradiška Stara, Jelašin, Kamenolom, Kerekuš, Kurjačara, Marin Dolac, Našičko Debelo Brdo, Rijeka Dol i Staklana. Prema ispravi u kojoj je zabilježena rasprava o međama susjednog posjeda Osuvka iz 1229. Motičina je dopirala na sjever do potoka Lukavca te dalje do ušća potoka Motičine u Lukavac. Prema jugu se prostirala do grebena Krndije, a na zapad do potoka Jošave. Sjeverniji dio imanja Motičine bio je ravničast i pokriven šumama dok je južni bio gorovit i posve obrastao šumama. Ratarske je zemlja bilo malo i to uglavnom oko naselja. Ovaj posjed je u 14. stoljeću pripadao plemićkoj obitelji koja je pored sela Donja Motičina imala dvor i manju utvrdu ispod koje se razvilo manje naselje s kućama u kojima su živjeli trgovci i obrtnici. U doosmanlijsko doba na posjedu Motičine bilo je 26 manjih sela. Srednjovjekovna Motičina činila je jednu veliku cjelinu koja je razbijena dolaskom Osmanlija. Prijašnja sela su već bila raseljena, ovdašnja je zemlja podijeljena na više manjih spahiluka. Osmanlije su vlaško pravoslavno stanovništvo na motičanskom tlu naselili u Gornjoj Motičini i Gazijama. Ovdje je oko 1680. bilo otprilike 25 vlaških kuća. U naseljavanju poslije 1702. bosanska struja vlaških doseljenika nastanila se na ovom području u selima Sušine i Šumeđe (koja su do 1683. bila naseljena katolicima odnosno Hrvatima ) te u Gornjoj Motičini i Gazijama. Nakon 1720. počinju i pojedinačna doseljavanja vlaških izbjeglica uglavnom iz Baranje. Prema vlastelinskom popisu iz 1763. godine u Gornjoj Motičini je bilo 15 naseljenih kuća. Najveći broj stanovnika je zabilježen u popisu 1921. 397 a od tada naselje bilježi pad broja stanovnika posebno posljednjih 30- tak godina jer mlado stanovništvo napušta naselje u potrazi za poslom i odlazi u druga naselja najviše u Našice i okolicu.  Zbog odlaska stanovništva naselju u skoroj budućnosti prijeti mogućnost nestanka. Gospodarska osnova ovog naselja su poljodjelstvo, vinogradarstvo, stočarstvo, šumarstvo te lov i uzgoj divljači. 2004. mještani uz pomoć Franjevačkog samostana iz Našica završavaju izgradnju kapelice koja je 24. rujna iste godine posvećena Duhu Svetom. 

## Vanjska poveznica
- http://www.donja-moticina.hr/